# Bogatić (miasto Drniš)
Bogatić – wieś w Chorwacji, w żupanii szybenicko-knińskiej, w mieście Drniš. W 2011 roku liczyła 94 mieszkańców.